# كركند شائك
جَرَادُ البَحْرِ أو الكَرْكَنْد الشَائِك أو جراد البحر الشائك أو الكركند الصخري (الاسم العلمي: Palinuridae)، هي فصيلة من مفصليات الأرجل تتبع رتبة عشاريات الأرجل. تحتوي تقريباً على 60 نوعاً، يعتبر ذا أهمية اقتصادية في أوروبا وأمريكا الشمالية. وهو مزود بزوجين من الكماشات الواسعة وله مخلبان الأول قوي ويستخدمه للعصر والثاني صغير يستخدمه للعض. وفي الرأس زوجان من قرون الاستشعار وعينان مركبتان وله ذيل يشبه المروحة. يصل طول الجرادة البالغة إلى حوالي 25 سنتيمتراً وتزن نحواً من 2,2 كلغ.